# Holtorf (Schnackenburg)
Holtorf ist ein Ortsteil der Stadt Schnackenburg im Landkreis Lüchow-Dannenberg in Niedersachsen.

## Geografie
Der Ort liegt 4 Kilometer westsüdwestlich von Schnackenburg und 24 Kilometer nordöstlich von Lüchow (Wendland), dem Sitz des Landkreises Lüchow-Dannenberg. Die Nachbarorte sind Gandow im Norden, Wustrow und Schnackenburg im Nordosten, Gummern und Kapern im Südosten, Nienwalde und Quamstedt im Südwesten sowie Elbholz im Nordwesten.
Die Elbe fließt 1,5 km entfernt nördlich. Die B 493 verläuft südlich in 1,5 km Entfernung.

## Geschichte
Die erste schriftliche Erwähnung von Holtorf stammt aus dem Jahr 1347. Darin wurde der Ort unter „in Holtdorp“ verzeichnet.

## Kirche

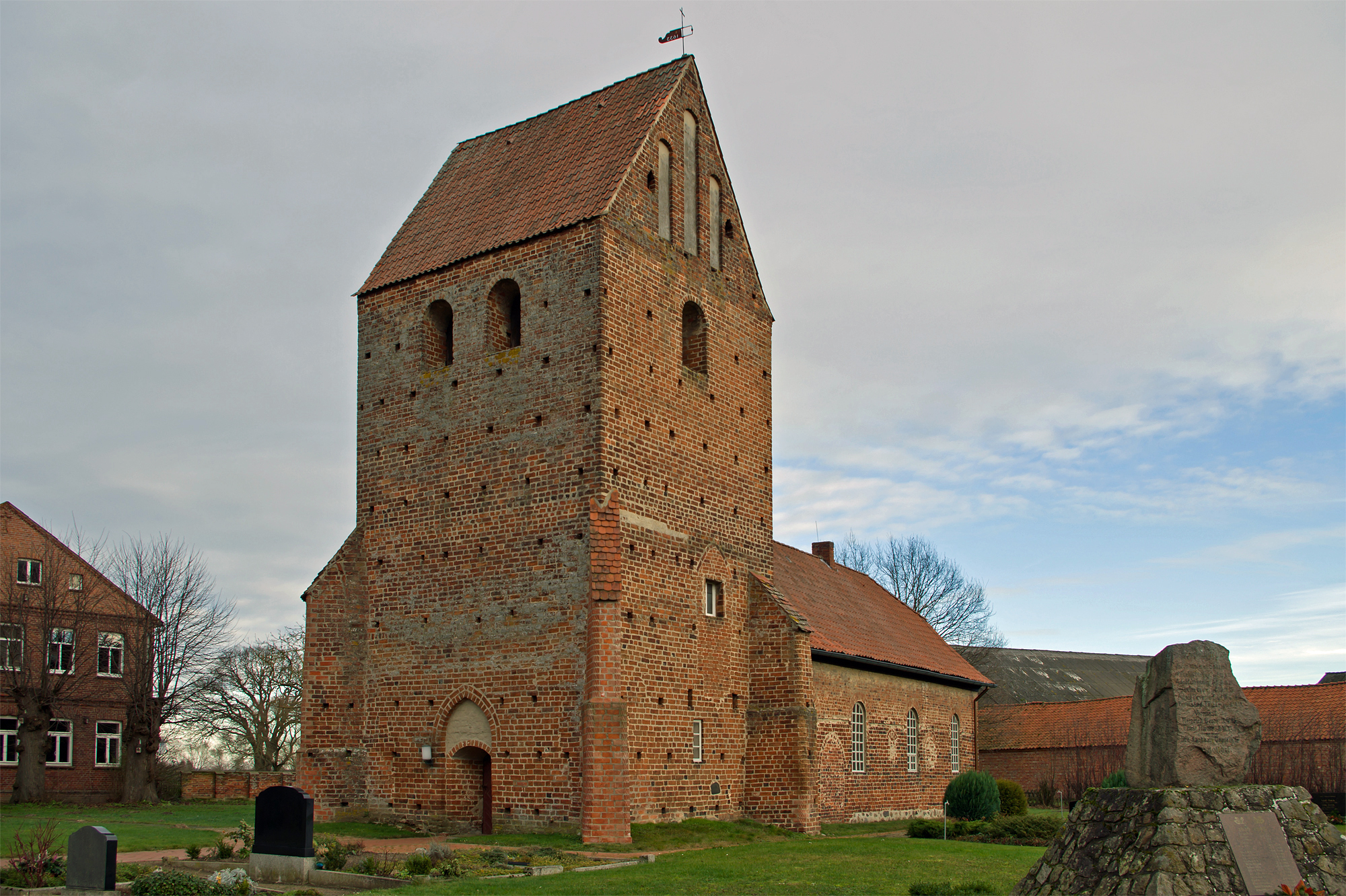
Kirche in Holtorf

Von einem spätgotischen Backsteinbau, der wohl aus dem 14. Jahrhundert stammt, sind der wuchtige querrechteckige Westturm und die Grundmauern bis zu einer Höhe von 2,5 Meter erhalten. Im Jahr 1745 wurde die Kirche als rechteckiger barocker Saalbau erneuert. Taufe und Kanzelaltar stammen aus den Jahren 1787/90. Bei einer Untersuchung im Jahr 1986 wurden in der evangelischen Kirche umfangreiche Wandmalereien, die aus dem 15. und 16. Jahrhundert stammen, festgestellt.

## Persönlichkeiten
- Traugott Bautz (1945–2020), Buchhändler, Verleger, Studienrat und Herausgeber des BBKL